# María Teresa Pardo Reinaldos
María Teresa Pardo Reinaldos (Cártama, Málaga, 1979) es un abogada y política española del grupo parlamentario Ciudadanos, cargo que ocupó en la Diputación Provincial de Málaga y, posteriormente en el Parlamento de Andalucía.

## Biografía
Tiene un hermano llamado, Pedro Pablo Pardo Reinaldos, que fue elegido candidato a la alcaldía de Cártama.
Licenciada en Derecho por la Universidad de Málaga, y especializada en derecho laboral, societario y bancario. Ella fue en las listas electorales de Málaga como número cuatro al Parlamento de Andalucía, ocupando el cargo de diputada en la cámara baja desde el 10 de diciembre de 2018 a 14 de julio de 2022, y actualmente ejerce como portavoz del grupo parlamentario de Ciudadanos en el parlamento andaluz.
Es Delegada territorial de justicia de la Junta de Andalucía en Málaga, ha sido diputada provincial por Málaga en Diputación, cargo que ostentó desde el 13 de julio de 2015 al 17 de julio de 2019 y, por último, más allá de la formación jurídica, ha hecho el Programa ejecutivo de liderazgo de emprendimiento e innovación de Deusto e Icade.